# Franco Chioccioli
Franco Chioccioli (* 25. August 1959 in Castelfranco di Sopra) ist ein ehemaliger italienischer Radrennfahrer.
Als Amateur gewann er 1981 den Piccolo Giro d’Emilia.
Seine Profikarriere begann er 1982 beim Team Selle Italia-Chinol. Sein größter Erfolg war 1991 der Gewinn der Gesamtwertung des Giro d’Italia. In der Tour de France 1992 gewann er die Sonderwertung Souvenir Henri Desgrange. 1994 beendete er seine Karriere.

## Erfolge
1983
- eine Etappe Giro del Trentino
- Nachwuchswertung Giro d’Italia

1984
- Gesamtwertung und eine Etappe Giro del Trentino
- Coppa Agostoni

1985
- eine Etappe Giro d’Italia
- Giro del Friuli

1986
- eine Etappe Giro d’Italia
- eine Etappe Tour de Suisse

1987
- eine Etappe Giro di Puglia

1988
- eine Etappe Giro d’Italia
- eine Etappe Giro di Puglia

1990
- Memorial Gastone Nencini
- eine Etappe Giro di Puglia

1991
- Gesamtwertung und drei Etappen Giro d’Italia
- Coppa Sabatini

1992
- eine Etappe Tour de France
- eine Etappe Giro d’Italia
- Gesamtwertung und eine Etappe Euskal Bizikleta
- eine Etappe Giro del Trentino
- Criterium d’Abruzzo

1993
- eine Etappe Euskal Bizikleta

## Grand-Tour-Platzierungen
| Grand Tour         | 1982 | 1983 | 1984 | 1985 | 1986 | 1987 | 1988 | 1989 | 1990 | 1991 | 1992 | 1993 | 1994 |
| ------------------ | ---- | ---- | ---- | ---- | ---- | ---- | ---- | ---- | ---- | ---- | ---- | ---- | ---- |
| Giro d’ItaliaGiro  | 25   | 16   | 24   | 9    | 6    | 14   | 5    | 5    | 6    | 1    | 3    | 19   | 46   |
| Tour de FranceTour | –    | –    | –    | –    | –    | –    | –    | –    | –    | –    | 16   | –    | 42   |